# 102 Miriam
102 Miriam هو كويكب، يقع ضمن حزام الكويكبات. اكتشف في 22 أغسطس 1868. وقد اكتشفه كريستسيان هنري فريدريك بيترز.

## روابط خارجية
- 102 Miriam في قاعدة بيانات مختبر الدفع النفاث لأجرام النظام الشمسي الصغيرة

- الاكتشاف · مخطط المدار ·  العناصر المدارية · المعلمات المادية

- 102 Miriam على موقع ويكي سكاي: DSS2, SDSS, GALEX, IRAS, Hydrogen α, X-Ray, Astrophoto, Sky Map, Articles and images